# Аголіагбо
Аголіагбо (Аголі-Агбо) (д/н — 1940) — останній ахосу (володар) Дагомеї в 1894—1900 роках. Символами є нога, що б'є по скелі, лук (символ повернення до традиційної зброї), та мітла.

## Життєпис
Походив з династії Алладаксону. Син ахосу Ґлеле. Дата народження невідома. Отримав ім'я Гутілі. 1893 року після перемог французів у війні з Дагомеєю перейшов на бік ворога, допомігши тому в перемозі над прихильниками його брата Беганзіна. 1894 року після повалення того під тиском французів стає ахосу. Уклав 29 січня 1894 року угоду про встановлення французького протекторату над Дагомеєю, за умовами якого впроваджувалася посаду французького комісара Дагомеї.
Поступово втрачав владу над користь французької колоніальної адміністрації. 12 лютого 1900 року його було відсторонено від трону й запроваджено пряме французьке управління. Колишнього ахосу було відправлено до Габону.
Повернувся на батьківщину 1910 року. Вважався титулярним королем Дагомеї. Помер 1940 року.